# 动量

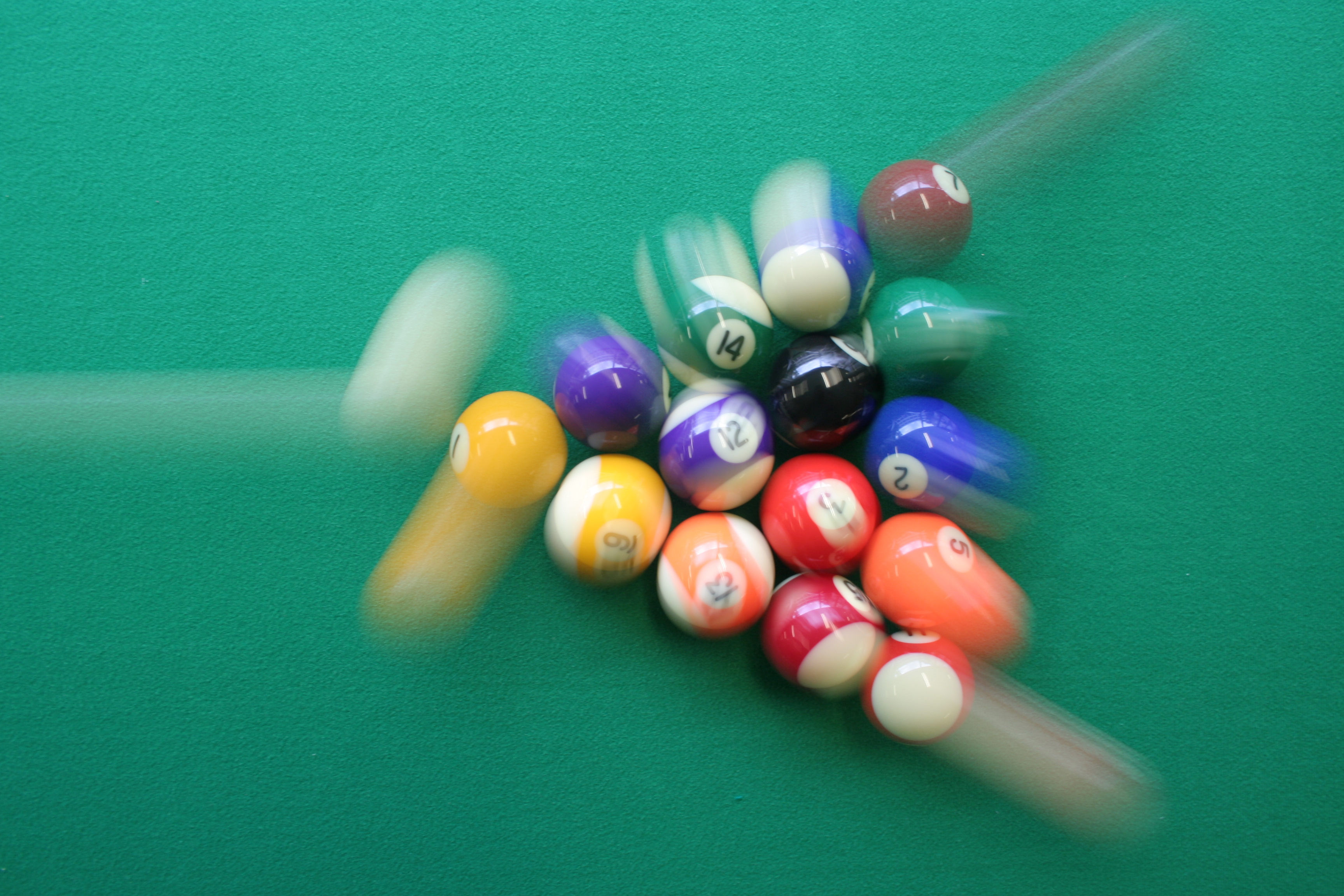
除去因摩擦與傳熱因素所造成的微小損失，在撞球運動裏，可以很明顯的觀察到，所有圓球都遵循動量守恆定律。當圓球A擊中圓球B時，假若圓球A因此停住，則它的原本動量都會傳給圓球B；假若圓球A仍舊移動，則它的原本動量只有一部分會傳給圓球B，剩餘的動量存留在圓球A。

在古典力学裏，动量（momentum，p）被量化为物体的质量和速度的乘積（{\displaystyle \mathbf {p} =m\mathbf {v} .}）。例如，一輛快速移動的重型卡車擁有很大的動量。若要使這重型卡車從零速度加速到移動速度，則需要使到很大的作用力；若要使重型卡車從移動速度減速到零，則也需要使到很大的作用力；若卡車輕一點或移動速度慢一點，則它的動量也會小一點。
动量在国际单位制中的单位为kg·m/s。有關动量的更精确的量度的内容，请参见本页的动量的现代定义部分。
一般而言，一个物体的动量指的是这个物体在它运动方向上保持运动的趋势。动量实际上是牛顿第一定律的一个推论。动量是个向量，其方向与速度方向相同。动量同时也是一个守恒量，这表示为在一个封闭系统内动量的总和不可改变。在经典力学中，动量守恒暗含在牛顿定律中，但在狭义相对论中依然成立，（广义）动量在电动力学、量子力学、量子场论、广义相对论中也成立。
勒内·笛卡儿认为宇宙中总的“运动的量”是保持守恒的，这里所说的“运动的量”被理解为“物体大小和速度的乘积”——但这不宜被解读为现代动量定律的表达方式，因为笛卡尔并没有把“质量”这个概念与物体“重量”和“大小”之间的关系区分开来，更重要的是他认为速率（标量）而不是速度（向量）是守恒的。因此对于笛卡兒来说：一个移动的物体从另一个表面弹回来的时候，该物体的方向发生了改变但速率没有发生改变，运动的量应该没有发生改变。

## 古典力学中的动量
物体在任何一个参考系中运动时，它都具有在该参考系中的动量。需要注意的是，动量是一个参考系决定量。也就是说，同一个物体在一个参考系中具有确定的动量，但在另一个参考系中却有可能具有不同的动量。
物体动量的数值取决于两个物理量的数值：运动物体在参考系中的质量与速度。在物理学中，动量以小写的{\displaystyle \mathbf {p} }（黑体代表{\displaystyle \mathbf {p} }是一个向量）表示，动量的定义如下：
{\displaystyle \mathbf {p} =m\mathbf {v} }
动量对时间的一阶导数的定义如下：
{\displaystyle {\frac {\mathrm {d} \mathbf {p} }{\mathrm {d} t}}={\frac {\mathrm {d} (m\mathbf {v} )}{\mathrm {d} t}}=m{\frac {\mathrm {d} \mathbf {v} }{\mathrm {d} t}}+v{\frac {\mathrm {d} m}{\mathrm {d} t}}}
其中p為動量，t為時間，d為微分算符。
当物体在运动中质量不变的情形下，{\displaystyle {\frac {\mathrm {d} m}{\mathrm {d} t}}=0}，此时，可以将动量对时间的一阶导数简写作
{\displaystyle {\frac {\mathrm {d} \mathbf {p} }{\mathrm {d} t}}=m{\frac {\mathrm {d} \mathbf {v} }{\mathrm {d} t}}}
一个物体的速度包括了该物体的速率与运动方向。因为动量由速度决定，所以动量也具有数量与方向，是一个空间向量。例如，要表示出5 kg的保龄球的动量的话，可以以它有以2m/s的速率向西运动的状态来说明；但是，只认为该保龄球具有10 kg·m/s的动量的想法是不全面的，因为没有表示出它的运动方向。

### 定理
动量定理指出：
物体所受合力的冲量等于物体的动量变化。
{\displaystyle \sum \mathbf {I} =\Delta \mathbf {p} }

### 推导
设一个质量为m的物体，初速度为v，那么初动量为p=mv,在合力F的作用下，经过一段时间t速度变为{\displaystyle v^{'}}，末动量则变为{\displaystyle p^{'}=mv^{'}}。物体的加速度为{\displaystyle a={\frac {v^{'}-v}{t}}}。由牛顿第二定律{\displaystyle F=ma={\frac {mv^{'}-mv}{t}}}可得{\displaystyle Ft=mv^{'}-mv}，即{\displaystyle Ft=p^{'}-p}。
在动量定理的推导过程中，我们假定合力F是恒定的，但是在实际生活当中要比这个复杂的多。如用球拍击打球或是用脚踢踢球时作用力就不是恒定的。但可以证明，动量定理不但适用于恒力，也可以随时间而变化的变力，对于变力的情况，动量定理中的F应理解为在作用时间内的平均值。此时作用力{\displaystyle \mathbf {F} ={\frac {\mathrm {d} \mathbf {p} }{\mathrm {d} t}}}
也称作动量的变化率。

## 碰撞中的动量守恒
动量具有一个特殊属性：只要是在一个封闭系统中，它总会保持恒定，即使是物体碰撞发生时。而对动能而言，非弹性碰撞的物体的动能将不会守恒。因此，当碰撞过后可利用动量守恒来计算未知速度。
在物理学上，这个特殊属性被用来来解决两个相碰物体的问题。因为动量始终保持恒定，碰撞前动量的总和一定与碰撞后动量的总和相等：
{\displaystyle m_{1}\mathbf {v} _{1{\text{i}}}+m_{2}\mathbf {v} _{2{\text{i}}}=m_{1}\mathbf {v} _{1{\text{f}}}+m_{2}\mathbf {v} _{2{\text{f}}}}
其中，i表示碰撞前的初量，f表示碰撞后的末量。要注意的是此時{\displaystyle \mathbf {v} }為向量。
通常来说，我们只需知道碰撞前（或碰撞后）物体的速度便可计算出碰撞后（或碰撞前）物体的速度。碰撞有两种类型，两种类型中动量都守恆：
- 弹性碰撞中，动能保持恒定；
- 非弹性碰撞中，动能不保持恆定

## 弹性碰撞
弹性碰撞的一个较好的例子是两个台球之间的碰撞。当两个球相碰时，除了动量保持恒定外，碰撞前后动能的总和也将保持不变：
{\displaystyle {\frac {1}{2}}m_{1}v_{1{\text{i}}}^{2}+{\frac {1}{2}}m_{2}v_{2{\text{i}}}^{2}={\frac {1}{2}}m_{1}v_{1{\text{f}}}^{2}+{\frac {1}{2}}m_{2}v_{2{\text{f}}}^{2}}
因为每个因式中都含有系数{\displaystyle {\frac {1}{2}}}，所以亦可将该系数移除。

### 正向碰撞（一维）
正碰即对心碰撞（head on collision），两物体沿着一条直线碰撞后仍沿原来直线运动，属于弹性碰撞中的一种。
- 遵循动量守恒

{\displaystyle m_{1}v_{1{\text{i}}}+m_{2}v_{2{\text{i}}}=m_{1}v_{1{\text{f}}}+m_{2}v_{2{\text{f}}}}
- 遵循能量守恒

{\displaystyle {\frac {1}{2}}m_{1}v_{1{\text{i}}}^{2}+{\frac {1}{2}}m_{2}v_{2{\text{i}}}^{2}={\frac {1}{2}}m_{1}v_{1{\text{f}}}^{2}+{\frac {1}{2}}m_{2}v_{2{\text{f}}}^{2}}
联立两方程式可得出，两物体最终速度

{\displaystyle v_{1{\text{f}}}={\frac {m_{1}-m_{2}}{m_{1}+m_{2}}}v_{1{\text{i}}}+{\frac {2m_{2}}{m_{1}+m_{2}}}v_{2{\text{i}}}}
{\displaystyle v_{2{\text{f}}}={\frac {2m_{1}}{m_{1}+m_{2}}}v_{1{\text{i}}}+{\frac {m_{2}-m_{1}}{m_{1}+m_{2}}}v_{2{\text{i}}}}

### 斜向碰撞（二维）
可以分別以{\displaystyle x}方向以及{\displaystyle y}方向的動量守恆決定出碰撞前後的速度關係。

## 動量守恆定律
動量是守恆量。動量守恆定律表示為：一個系統不受外力或者所受外力之和為零，這個系統中所有物體的總動量保持不變。它的一個推論為：在沒有外力干預的情況下，任何系統的質心都將保持勻速直線運動或靜止狀態不變。動量守恆定律可由机械能对空間平移对称性推出。
在隔離系統（不存在外力）中總動量將是一個守恆量，這暗含在牛頓運動第一定律之中。
因為動量是向量，所以子彈從起先靜止的槍中射出後，儘管子彈和槍都在運動，但由於子彈的動量與槍的動量等值反向，它們相互抵消，使得子彈與槍形成的系統中動量的總和依然為零。
若有系統外合（淨）力為零，則系統內各質點相互作用力亦為零（可視為牛頓第三定律，作用力反作用力原理），故動量變化為零，所以動量守恆。动量守恒定律具有普适性，适用于宏观、微观系统，参考系。

## 动量的现代定义

### 相对论力学中的动量
在相对论力学中，动量被定义为：
{\displaystyle \mathbf {p} =\gamma m\mathbf {u} }
其中：
- {\displaystyle m}表示运动物体的静止质量；
- {\displaystyle \gamma ={\frac {1}{\sqrt {1-u^{2}/c^{2}}}}}；
- u表示物体与观察者之间的相对速度；
- c表示光速。

当物体在低速极限（u/c -> 0）下运动时，相对论力学的动量式可变化为牛顿力学的动量式：{\displaystyle m\mathbf {u} }。
阿尔伯特·爱因斯坦由洛伦兹变换下的四维矢量守恒发展提出了相对论的四维动量。其中四维矢量可从量子场论使用格林函数自然导出。四维动量被定义为：
{\displaystyle \left({E \over c},p_{x},p_{y},p_{z}\right)}
其中，{\displaystyle p_{x}}表示相对论动量的{\displaystyle x}分量，{\displaystyle E}表示系统的总能量：
{\displaystyle E=\gamma mc^{2}\;}
令速度等于零，可得到一个物体的静止质量和能量之间的关系E=mc²。
矢量的“长度”保持恒定被定义为：
{\displaystyle \mathbf {p} \cdot \mathbf {p} -E^{2}/c^{2}}

#### 无静止质量物体的动量
无静止质量物体，譬如光子亦有动量。计算的公式为：
{\displaystyle p={\frac {h}{\lambda }}={\frac {E}{c}}}
其中
{\displaystyle h}表示普朗克常量；
{\displaystyle \lambda }表示光子的波长；
{\displaystyle E}表示光子的能量；
{\displaystyle c}表示光速。

#### 动量的普适性
动量是平移守恒的诺特荷。因此，甚至连场也与其他物质一样具有动量，而不止是粒子。但是，在弯曲时空（非闵可夫斯基式）中，动量根本没有被定义。

### 量子力学中的动量
在量子力学中，动量被定义为波函数的一个算符。海森堡不确定性原理定义了单一观测系统中一次测定动量和位置的精确极限。在量子力学中，动量与位置是一对共轭物理量。
对单个不带电荷且没有自旋的粒子来说，动量算符可被写作：
{\displaystyle \mathbf {\hat {p}} ={\hbar  \over i}\nabla =-i\hbar \nabla }
其中，{\displaystyle \nabla }表示梯度算符。这是动量算符的一个普通形式，而非最普遍的一个。

### 电磁学中的动量守恒
当电场和/或磁场移动时，它们带有动量。电磁波（可见光、紫外线、无线电波等）也有动量，即使是没有靜止质量的光子，也同样带有动量。这被应用在诸如太阳帆上。

## 参看条目
- 角動量
- 守恒定律
- 牛頓擺